# Sion Llewelyn Simon

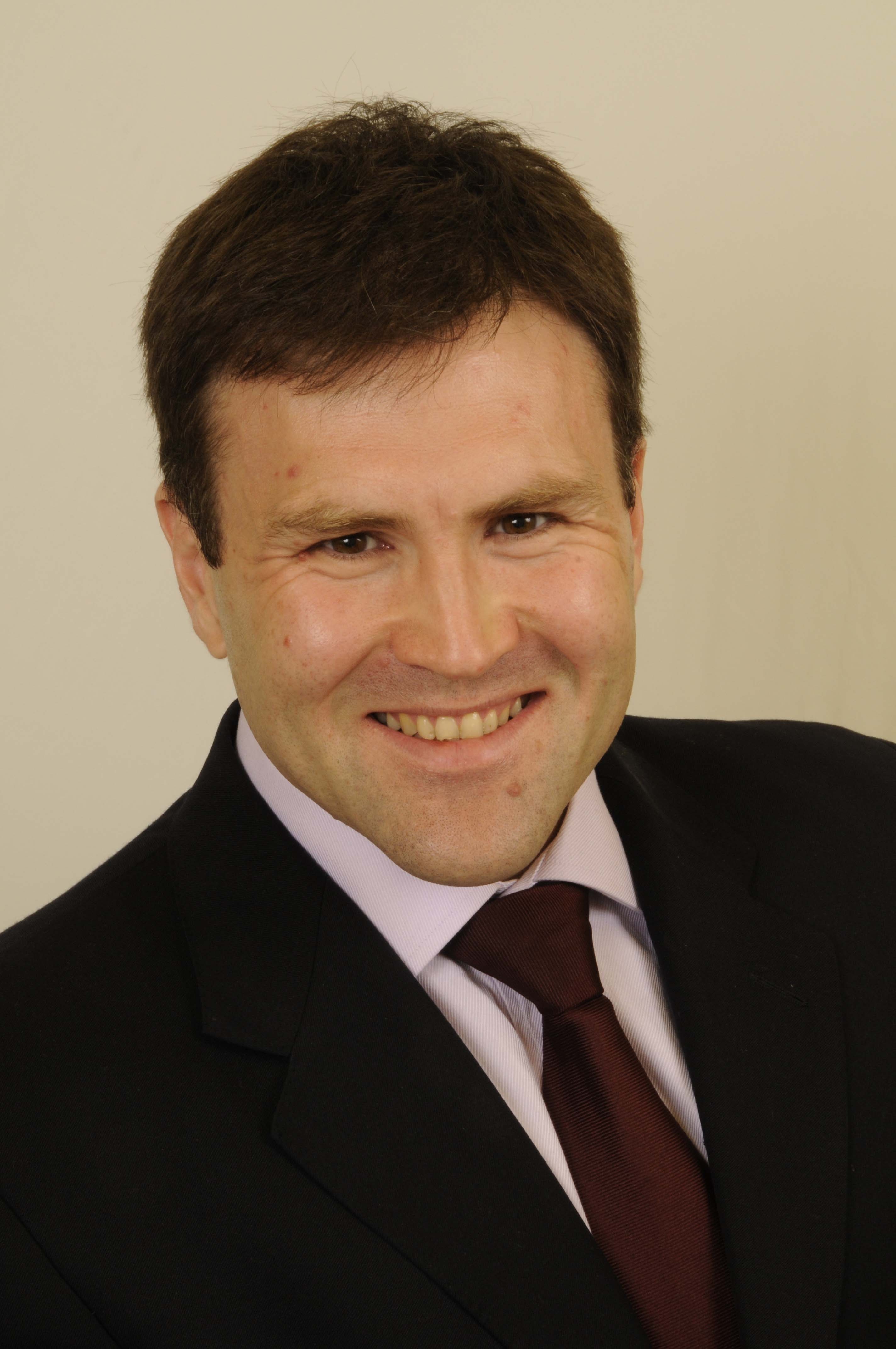
Sion Llewelyn Simon

Sion Llewelyn Simon (* 23. Dezember 1968 in Doncaster) ist ein britischer Politiker der Labour Party.

## Leben
Simon besuchte das Magdalen College in Oxford. Vom 7. Juni 2001 bis 6. Mai 2010 war Simon Abgeordneter im Britischen Unterhaus. Von 2014 bis 2019 war Simon Abgeordneter im Europäischen Parlament. Dort war er Mitglied im Ausschuss für Beschäftigung und soziale Angelegenheiten und in der Delegation für die Beziehungen zu den Maghreb-Ländern und der Union des Arabischen Maghreb.